# エレーナ・チェブキナ
イェレーナ・チェブーキナ（ロシア語: Елена Чебукина , 1965年10月11日 - ）は、ロシアの女子バレーボール選手。

## 来歴
1988年のソウル五輪に出場して金メダルを獲得した。1990年世界選手権に出場して金メダルを獲得した。
1990年代にはクロアチア代表でプレーした。

## 所属クラブ
- イトーヨーカドー・プリオール（1995-1996年）
- デンソー・エアリービーズ（1996-1997年）